# Moran (Familienname)
Moran oder Morán ist ein englischer Familienname.

## Namensträger (Moran)
- A. J. Moran, US-amerikanischer Filmschaffender
- Adelino Morán († 2010), spanischer Unternehmer
- Adolfo Suárez Morán (1905–1968), spanischer Fußballspieler
- Alberto Morán (1922–1997), argentinischer Tangosänger
- Brad Moran (* 1979), kanadischer Eishockeyspieler
- Caitlin Moran (* 1975), britische Journalistin, Autorin und Feministin
- Carlos Moran (* 1949), salvadorianischer Autorennfahrer
- Charles Moran (1906–1978), US-amerikanischer Unternehmer und Automobilrennfahrer
- Chris Moran (1956–2010), britischer General
- Chloe Moran (* 1998), australische Radrennfahrerin
- Crissy Moran (* 1975), US-amerikanische Pornodarstellerin
- Desmond Moran († 2009), australischer Krimineller
- Dolores Moran (1926–1982), US-amerikanische Schauspielerin
- Doug Moran (* 1934), schottischer Fußballspieler
- Dov Moran (* 1956), israelischer Ingenieur, Erfinder und Geschäftsmann
- Dylan Moran (* 1971), irischer Schauspieler und Comedian
- Ed Moran (Mittelstreckenläufer) (* 1937), US-amerikanischer Mittelstreckenläufer
- Ed Moran (Langstreckenläufer) (Edward Moran; * 1981), US-amerikanischer Langstreckenläufer
- Edward Moran (1829–1901), US-amerikanischer Maler
- Edward C. Moran (1894–1967), US-amerikanischer Politiker
- Edward Percy Moran (1863–1935), US-amerikanischer Maler, siehe Percy Moran (Maler)
- Eileen Moran (1952–2012), US-amerikanische Spezialeffektproduzentin
- Eimear Moran (* 1984), irische Radsportlerin und Ruderin
- Erin Moran (1960–2017), US-amerikanische Schauspielerin
- Fanny Moran-Olden (1855–1905), deutsche Sängerin
- Frances Elizabeth Moran (1889–1977), irische Juristin
- Gayle Moran (* 1943), US-amerikanische Fusionmusikerin
- George Moran (1893–1957), US-amerikanischer Gangster
- George Moran (Musiker) (um 1955–2002), US-amerikanischer Jazzposaunist
- Gussie Moran (1923–2013), US-amerikanische Tennisspielerin
- Hubert Maria Moran (* 1946), österreichischer Autor
- Ian Moran (* 1972), US-amerikanischer Eishockeyspieler
- Jackie Moran (1923–1990), US-amerikanischer Schauspieler
- James Moran (* 1943), US-amerikanischer Astrophysiker
- Jane Moran (* 1985), australische Wasserballspielerin
- Jason Moran (* 1975), US-amerikanischer Jazzpianist
- Jerry Moran (* 1954), US-amerikanischer Politiker
- Jim Moran (Politiker) (James Patrick Moran; * 1945), US-amerikanischer Politiker
- Jim Moran (Boxer) (James Moran; 1963–2021), britischer Boxer
- Jim Moran (Freestyle-Skier) (* 1972), US-amerikanischer Freestyle-Skier
- Jim Moran (Basketballspieler) (James Timothy Moran; * 1978), US-amerikanischer Basketballspieler und -trainer
- Jimmy Moran (Radsportler) (James Henri Moran; 1880–1951), US-amerikanischer Radsportler
- Jimmy Moran (Fußballspieler) (James Moran; 1935–2020), schottischer Fußballspieler
- Joe Moran (Fußballspieler, 1880) (Joseph Moran; 1880–??), walisischer Fußballspieler
- Joe Moran (Fußballspieler, 1887) (Joseph Moran; 1887–1937), irischer Fußballspieler
- Julie Moran (* 1962), amerikanische Journalistin, Fernsehmoderatorin und Sportreporterin
- Kelly Moran (1960–2010), US-amerikanischer Speedwayfahrer
- Kevin Moran (* 1956), irischer Fußballspieler
- Kevin Moran (Politiker) (* 1963), irischer Politiker
- Kris Moran, US-amerikanischer Szenenbildner
- Lawrence Patrick Moran (1907–1970), australischer römisch-katholischer Geistlicher, Weihbischof in Melbourne
- Layla Moran (* 1982), britische Politikerin (Liberal Democrats)
- Lois Moran (1909–1990), US-amerikanische Schauspielerin
- Margaret Moran (* 1955), britische Politikerin
- Marshall Moran (1906–1992), US-amerikanischer Missionar
- Matt Moran, US-amerikanischer Jazzmusiker und Arrangeur
- Michael Moran (irisch Micheál Ó Móráin; 1912–1983), irischer Politiker (Fianna Fáil)
- Mike Moran (* 1948), britischer Keyboarder, Komponist und Musikproduzent
- Naili Moran (1908–1968), türkischer Basketballspieler
- Nancy Moran (* 1954), US-amerikanische Biologin
- Nathaniel Moran (* 1974), US-amerikanischer Politiker
- Nick Moran (* 1969), britischer Schauspieler, Drehbuchautor und Produzent
- Owen Moran (1884–1949), britischer Boxer
- Paddy Moran (1877–1966), kanadischer Eishockeyspieler
- Pat Moran (* 1934), US-amerikanische Jazzpianistin
- Patrick Moran (Bischof), Apostolischer Vikar von Kap der Guten Hoffnung und Bischof von Dunedin
- Patrick Alfred Pierce Moran (1917–1988), australischer Mathematiker
- Patrick Francis Moran (1830–1911), irischer Geistlicher, Erzbischof von Sydney
- Pauline Moran (* 1947), britische Schauspielerin
- Percy Moran (Maler) (Edward Percy Moran; 1862–1935), US-amerikanischer Maler
- Percy Moran (Schauspieler) (1886–1958), irischer Schauspieler
- Peter Antony Moran (* 1935), schottischer Geistlicher, Bischof von Aberdeen
- Polly Moran (1883–1952), US-amerikanische Schauspielerin
- Reid Venable Moran (1916–2010), US-amerikanischer Botaniker
- Robert Moran (* 1937), US-amerikanischer Komponist
- Rocky Moran senior (1950–2024), US-amerikanischer Automobilrennfahrer
- Rocky Moran junior (* 1980), US-amerikanischer Automobilrennfahrer
- Ronnie Moran (1934–2017), englischer Fußballspieler und -trainer
- Schlomo Moran (* 1947), israelischer Informatiker
- Sean Anthony Moran (* 1978), US-amerikanischer Schauspieler und Capoeirista
- Shawn Moran (* 1961), US-amerikanischer Speedway- und Langbahnfahrer
- Steve Moran (* 1961), englischer Fußballspieler
- Thomas Moran (1837–1926), britisch-US-amerikanischer Maler
- Vincent Moran (1932–2018), maltesischer Mediziner und Politiker
- William F. Moran (* 1958), US-amerikanischer Admiral

## Namensträger (Morán)
- Chilo Morán (1930–1999), mexikanischer Jazztrompeter und Bandleader
- David Morán (* 1985), salvadorianischer Fußballschiedsrichter
- Fernando Navarro Morán (* 1989), mexikanischer Fußballspieler
- Héctor Morán (* 1962), uruguayischer Fußballspieler
- Jorge Morán (Jorge Luis Morán Rodas, * 1989), salvadorianischer Fußballspieler
- Luis Morán (Leichtathlet) (* 1980), ecuadorianischer Kurzstreckenläufer
- Luis Morán (Fußballspieler, 1987) (Luis Morán Sánchez, * 1987), spanischer Fußballspieler
- Luis Morán (Fußballspieler, 1996) (Luis José Morán Varela, * 1996), guatemaltekischer Fußballspieler
- Luis Alonso Morán (Luis Alonso Morán Servellón, * 1971), honduranischer Judoka
- Mercedes Morán (* 1955), argentinische Schauspielerin
- Miguel Ángel Morán Aquino (* 1955), salvadorianischer Geistlicher, Bischof von Santa Ana
- Narcisa de Jesús Martillo Morán (1832–1869), ecuadorianische Heilige
- Paco Morán (1930–2012), spanischer Schauspieler
- Paola Morán (* 1997), mexikanische Leichtathletin
- Roxana Morán (* 1965), argentinische Tangosängerin
- Rubén Morán (1930–1978), uruguayischer Fußballspieler
- Sandra Morán (* 1961), costa-ricanische Politikerin
- Victoria Moran (Autorin) (* 1950), US-amerikanische Autorin
- Victoria Morán (Musikerin) (* 1977), argentinische Tangosängerin

## Fiktive Personen
- Sebastian Moran, siehe Figuren der Sherlock-Holmes-Erzählungen#Sebastian Moran